# NGC 1290
NGC 1290 é uma galáxia elíptica (E?) localizada na direcção da constelação de Eridanus. Possui uma declinação de -13° 59' 21" e uma ascensão recta de 3 horas, 19 minutos e 25,1 segundos.
A galáxia NGC 1290 foi descoberta em 1886 por Ormond Stone.